# Église Saint-Jean de Berlin
L'église Saint-Jean (St. Johanniskirche) est une église luthérienne-protestante à Berlin-Moabit construite par Karl Friedrich Schinkel en 1832-1835. Elle est consacrée à saint Jean-Baptiste.

## Historique
Berlin s'étend encore au début du XIXe siècle, aussi le roi Frédéric-Guillaume III donne-t-il la permission de faire construire quatre nouvelles églises aux entrées de la capitale. Les plans en sont confiés à Schinkel qui a pour mission de bâtir ces églises rapidement et à l'économie.
L'église Saint-Jean est construite au bord de l'ancienne route militaire, Spandauer Heerweg, appelée aujourd'hui la Alt-Moabit-Straße et elle est consacrée le jour de la Saint-Jean, le 24 juin 1835. C'est une église de briques construite d'abord sans clocher, mais elle doit être bientôt agrandie, car la communauté paroissiale est en pleine croissance. La maison du pasteur, l'école paroissiale et divers bâtiments paroissiaux (dont la maison paroissiale à gauche) sont bâtis ensuite, ainsi qu'un campanile de 47,60m de hauteur. Le parvis est fermé par une colonnade en arcades qui donne à l'ensemble un air italien. Le tout est terminé dans les années 1860. Bientôt une autre église doit être construite en 1894 à Moabit dont la population augmente, car la première n'est plus suffisante. C'est l'église du Sauveur qui lui sert de filiale. De plus Max Spitta agrandit le transept en 1895-1896, et allonge le chœur. L'église avec ses tribunes peut accueillir un millier de fidèles.

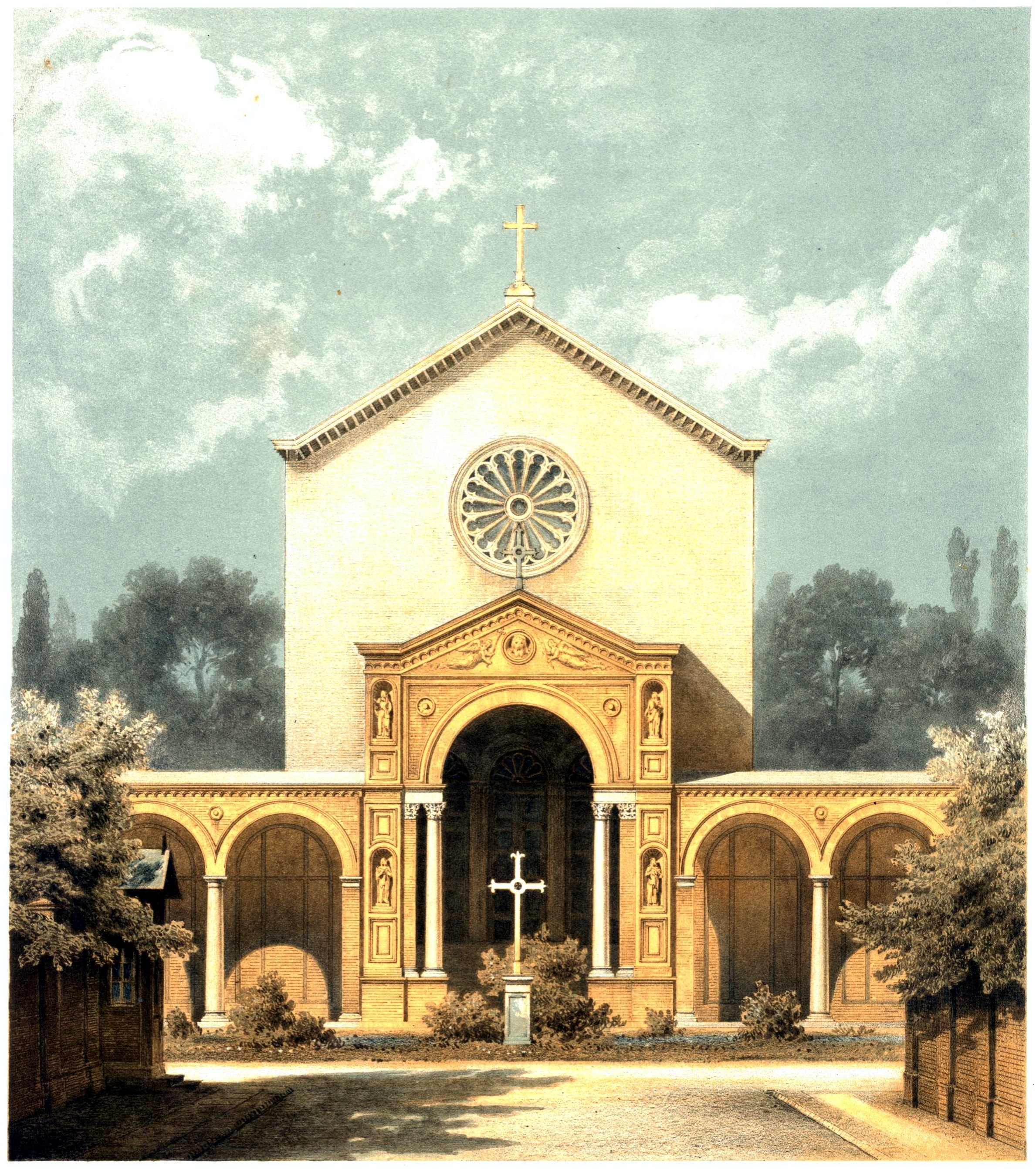
Illustration représentant le parvis de l'église (1861)

L'église Saint-Jean est gravement endommagée à cause d'un bombardement aérien le 23 novembre 1943 qui détruit l'intérieur, puis pendant le printemps de la bataille de Berlin. L'architecte Otto Bartning est chargé de restaurer l'ensemble entre 1952 et 1957 et de l'agrandir. L'église est à nouveau consacrée le 23 juin 1957. Une crucifixion du gothique tardif a été placée au-dessus de l'autel. Elle provient de l'église de l'ancien couvent des franciscains (XIIIe siècle) de Berlin, détruite par les bombardements. La maison paroissiale détruite en 1945 est reconstruite en 1963.
L'église et ses bâtiments annexes, ainsi que le cimetière, sont aujourd'hui des lieux protégés.

## Notes

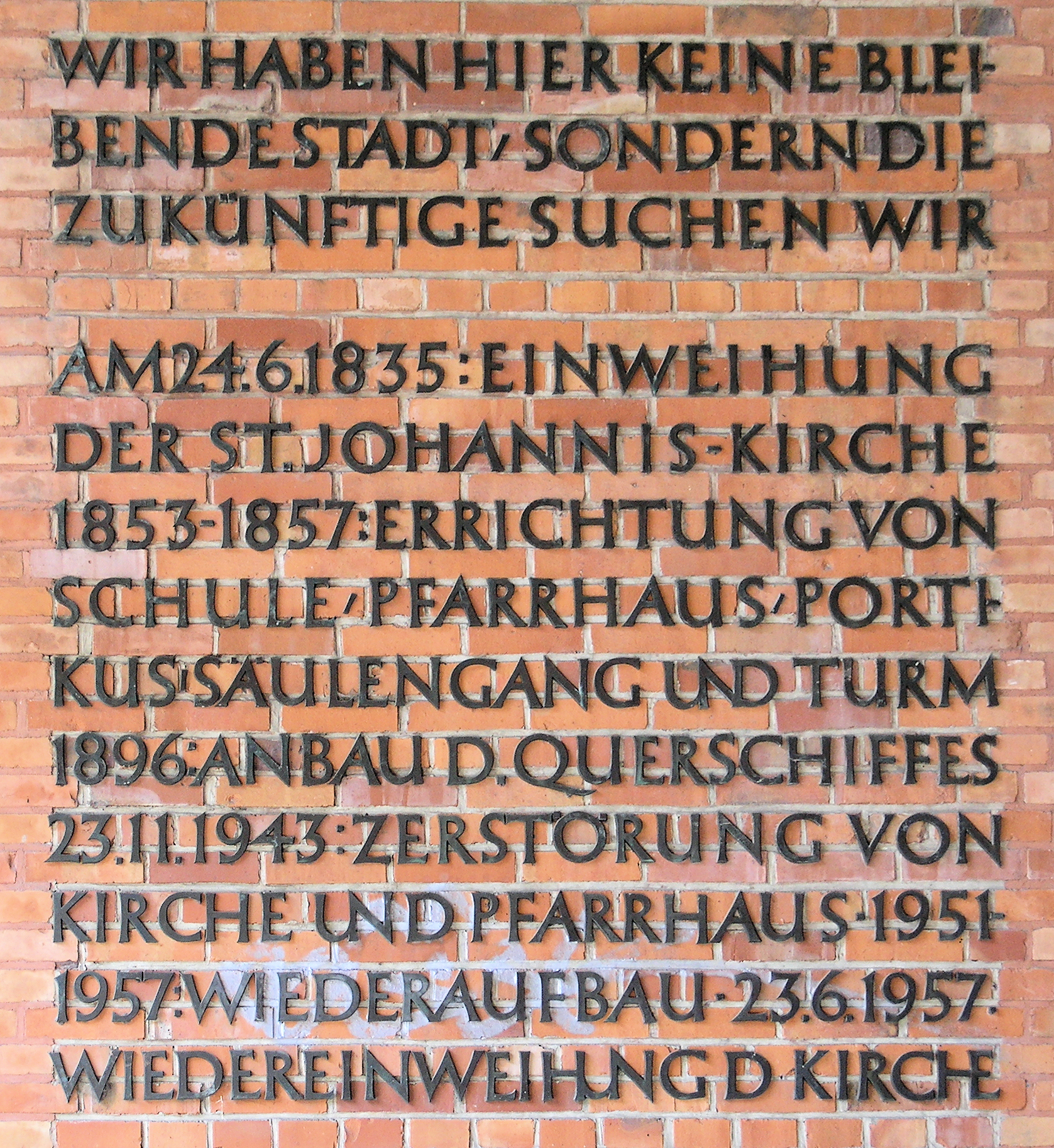
Plaque commémorative

## Églises des faubourgs de Schinkel
Les autres églises de faubourgs construites par Schinkel sont les suivantes : l'église Sainte-Élisabeth, l' Alte Nazarethkirche, et l'église Saint-Paul.

## Source
- (de) Cet article est partiellement ou en totalité issu de l’article de Wikipédia en allemand intitulé « Johanniskirche (Berlin) » (voir la liste des auteurs).